# Phaulopsis ciliata
Phaulopsis ciliata är en akantusväxtart som först beskrevs av Carl Ludwig von Willdenow, och fick sitt nu gällande namn av Frank Nigel Hepper. Phaulopsis ciliata ingår i släktet Phaulopsis och familjen akantusväxter. Inga underarter finns listade i Catalogue of Life.